# Bugnetz

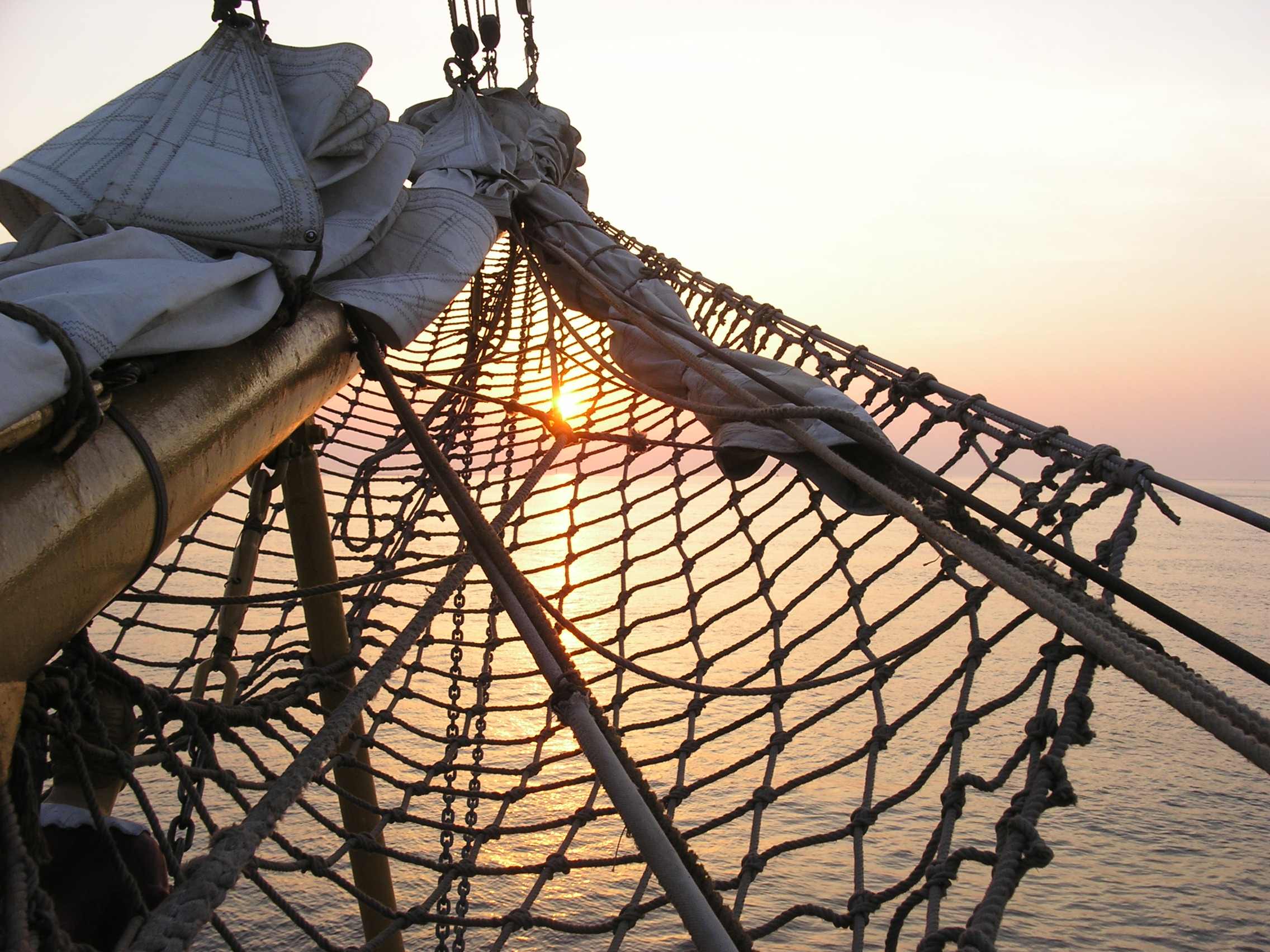
Bugnetz der Großherzogin Elisabeth

Ein Bugnetz ist ein Sicherheitsnetz am Bug von Segelschiffen.
Es bewahrt Seefahrer davor, bei Arbeiten am Bugspriet oder Klüverbaum in die See zu stürzen.

## Baugeschichte
Das Bugnetz war eine Besonderheit der deutschen Großsegler, die um 1900 gebaut wurden. Erst später wurde es auf anderen Schiffen übernommen. Im Vereinigten Königreich waren Bugnetze unüblich. Selbst die für deutsche Reedereien gebauten Schiffe erhielten keines. Ein Beispiel ist die 1904 für die Hamburger Reederei G.J.H. Siemers & Co in Glasgow gebaute Kurt, später Moshulu. Das Schiff erhielt nie ein Bugnetz. Später gekaufte Schiffe wurden mit einem Bugnetz ausgerüstet, zum Beispiel die Parma ex Arrow.
Friedrich Ludwig Middendorf, Direktor des Germanischen Lloyds, erließ 1903 die Weisung:

„Am Klüverbaum und Bugsprit eines jeden Schiffes müssen starke Fuß- und Handpferde angebracht sein, auch sind durch Netze oder Quertaue (Reiter, Schwichtinge) Vorkehrungen gegen Herabfallen der Mannschaft zu treffen. Schiffe über 700 Registertonnen mit einem festen Hornbugsprit sind verpflichtet, Netze unter demselben zu führen.“